# Eriastrum wilcoxii
Eriastrum wilcoxii là một loài thực vật có hoa trong họ Polemoniaceae. Loài này được (A.Nelson) H.Mason mô tả khoa học đầu tiên năm 1945.

## Hình ảnh

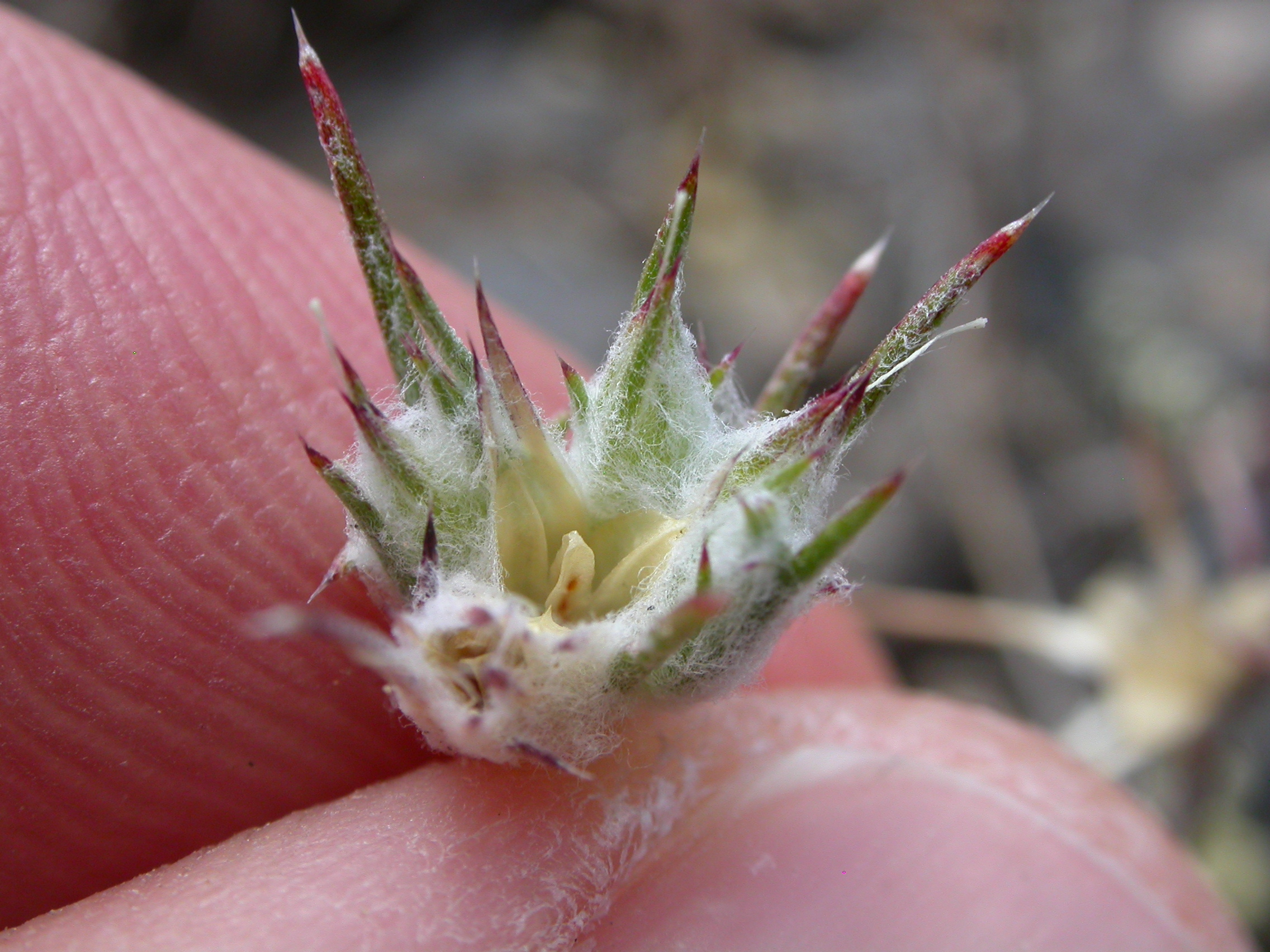
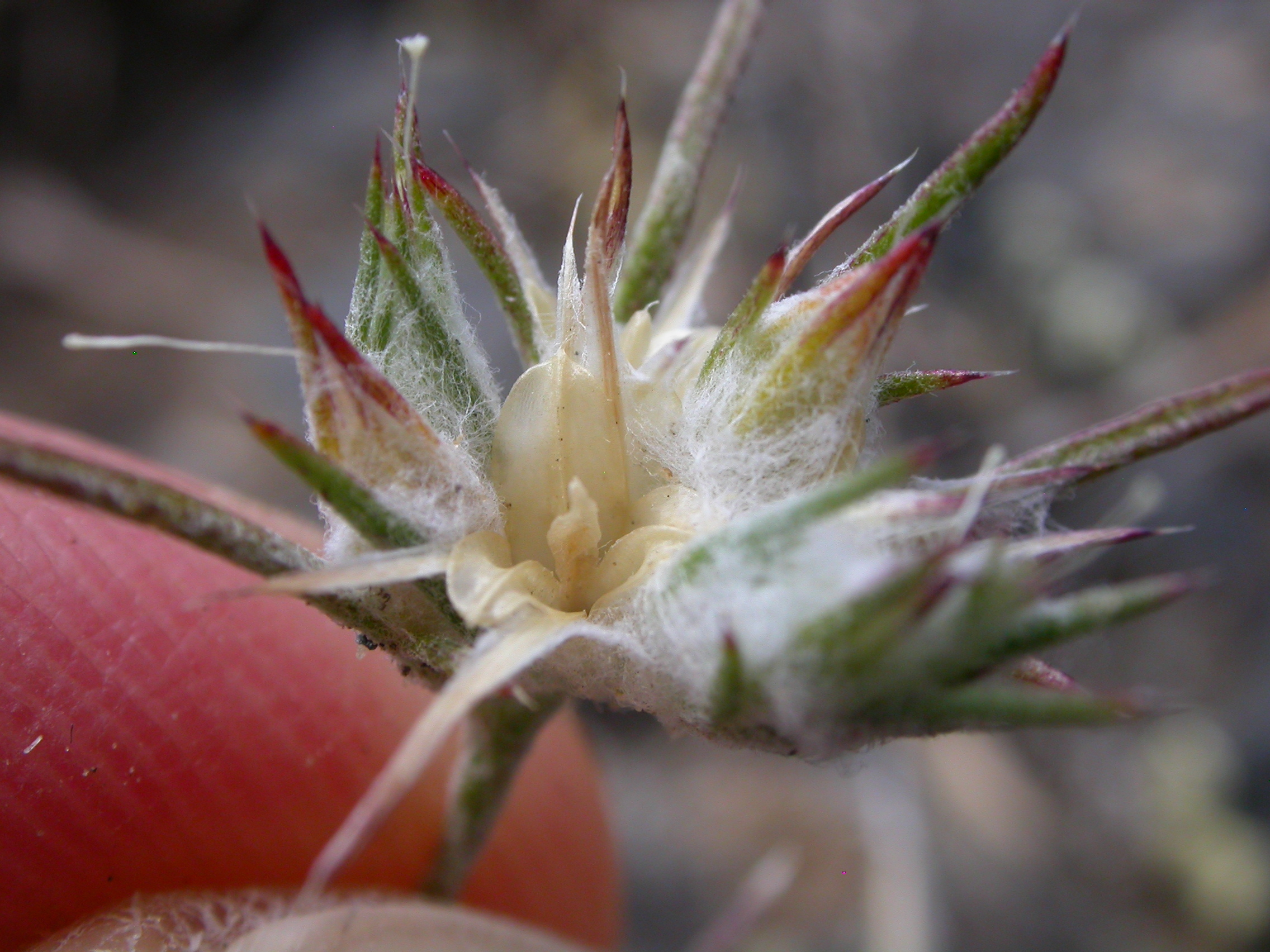
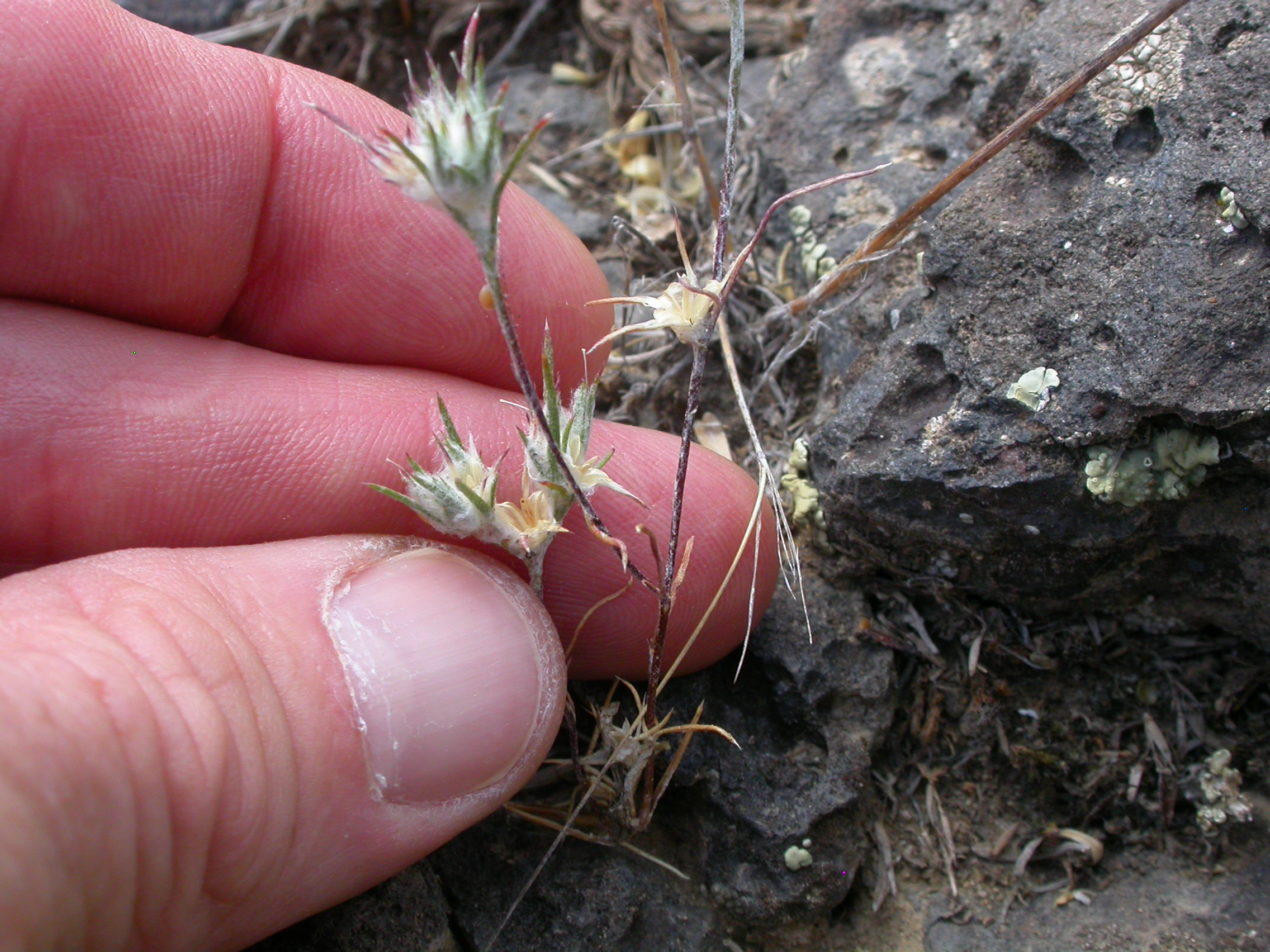
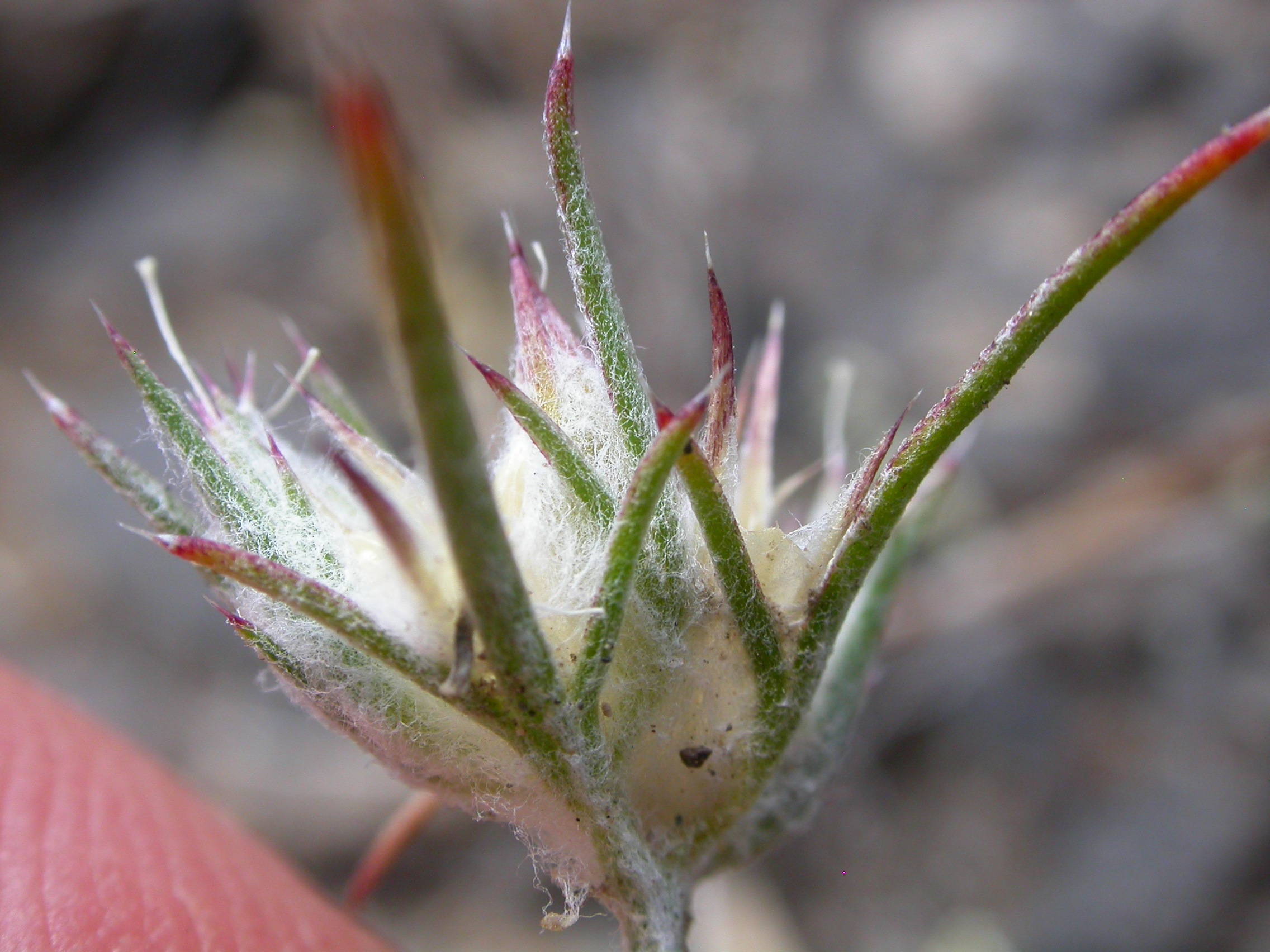